# Tom Kaulitz
Pour les articles homonymes, voir Kaulitz.
Tom Kaulitz, né le 1er septembre 1989 à Leipzig en RDA, est un multi-instrumentiste, compositeur, producteur de musique, arrangeur allemand, actuellement guitariste et pianiste du groupe Tokio Hotel. Il est le frère jumeau de Bill Kaulitz, chanteur-parolier du groupe. 

## Biographie

### Enfance
Tom Kaulitz naît à Leipzig dans la Saxe (10 minutes avant son frère Bill) Très tôt, il est initié à la guitare par son beau-père Gordon Trümper, lui-même exerçant le métier de guitariste dans le groupe Fantun. Il ne commence à en jouer sérieusement qu'à 7 ans. Il a dû économiser pendant 4 ans pour pouvoir s'acheter sa propre guitare. Il est encouragé par son frère et son beau-père et suit ses premiers cours à la Rock's/Cool de Magdebourg.
Entre 8 et 11 ans, Tom et son frère Bill adoptent très vite un look provoquant et se révèlent être « de véritables rebelles au système » (particulièrement au système scolaire). En effet, entre 7 et 8 ans, Tom se fait des dreadlocks car il en a assez de s'entendre traiter de fille à cause de ses cheveux longs et blonds. Le tandem voix-cordes que forment alors respectivement Bill et Tom fonctionne plutôt bien. C'est à l'âge de 10 ans que Bill crée la chanson « Leb die Sekunde » (« Vis la seconde ») qui figurera dans le premier album Schrei et qui en 2007 est toujours au programme des concerts donnés par le groupe.

## Carrière musicale

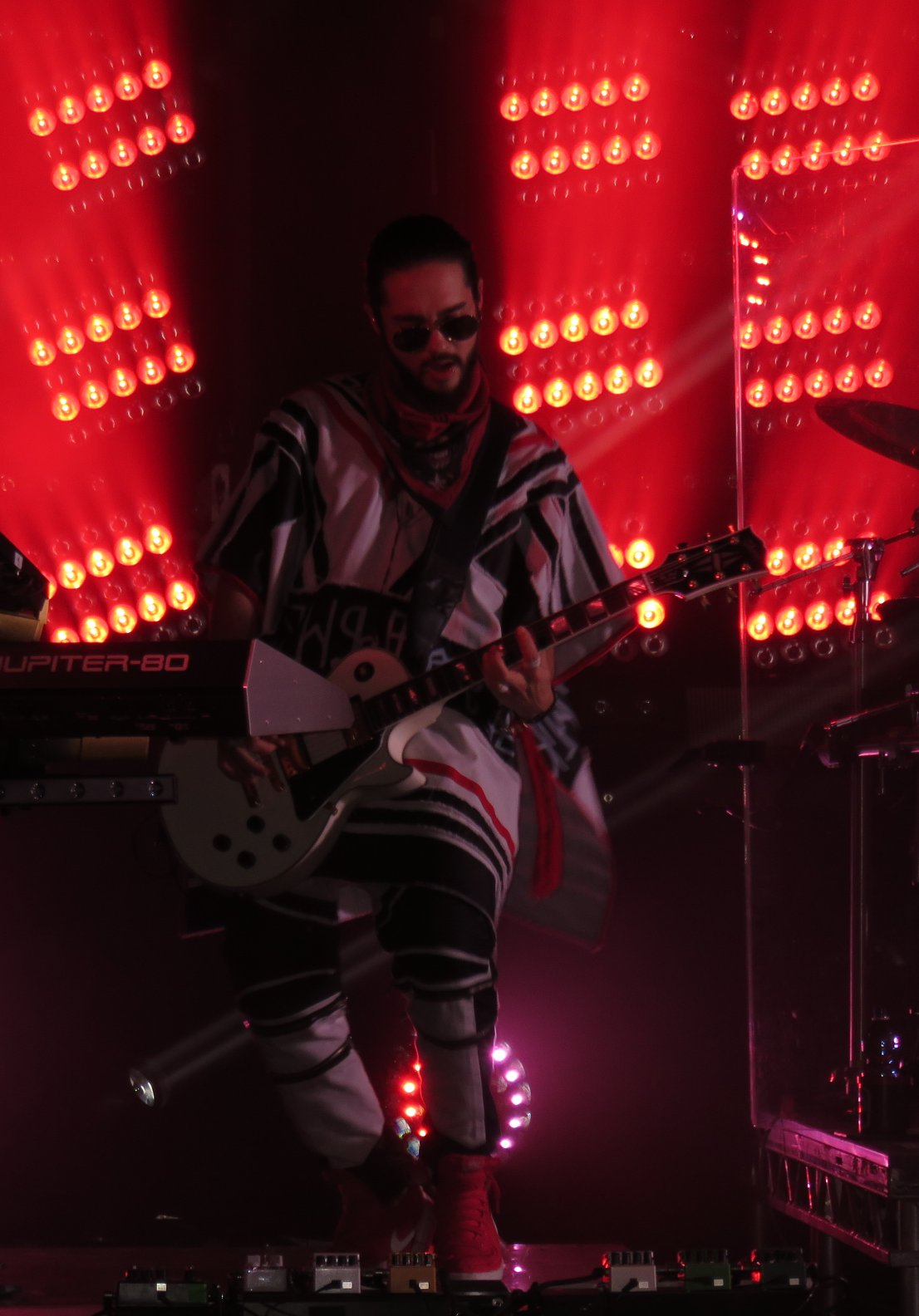
Tom Kaulitz en concert lors de la tournée Feel It All à Zurich en 2015.

En 2001, Tom et son frère rencontrent Gustav Schäfer qui leur présente Georg Listing lors d'une soirée où les jumeaux performaient leurs chansons sur scène au nom de « Devilish » (démoniaque). Ceux-ci deviendront le batteur et le bassiste de ce groupe, qui, en 2005, sera rebaptisé Tokio Hotel, alors que le groupe signe un contrat avec la maison de disques Universal Music, après une annulation de contrat avec Sony BMG qui avait décidé de les prendre en charge dès 2003.
Dès le 16 août, la vie du guitariste changea, après la sortie du premier single de Tokio Hotel « Durch den Monsun » (À travers la mousson). Avec concerts, conférences de presse, remises de prix en centaines (par exemple le Newscomer aux MTV VMAs à Hollywood en 2008), séances dédicaces et charité, le jeune guitariste perdit peu à peu de sa vie privée et donc, dès la fin 2008 et cela jusqu’en août 2009, Tom se retirera de la vie publique pour se concentrer sur la production d’un nouvel album. Il travaillera sur la composition des musiques autour des textes écrits par son frère Bill Kaulitz. Il poursuivra ce travail en 2009 avec l’équipe des quatre producteurs allemands habituels, dont David Jost, leur manager depuis l'époque de l'album « Scream » (Crie). Ils collaboreront avec The Matrix pour quatre chansons et Guy Chambers pour deux titres. The Matrix est le trio de producteurs américains (dont Lauren Christy), qui a produit des albums pour Avril Lavigne, Christina Aguilera et Korn. Guy Chambers est un producteur anglais, connu pour sa longue collaboration avec Robbie Williams. Sur les 25 chansons retenues initialement, 16 seront sélectionnées pour constituer l’album Humanoid, dont 14 seront produites en anglais et en allemand et une sortira pour la bande officielle du film Alice au pays des merveilles par Tim Burton. Tom se met également au piano pendant cette pause. Il est en duo avec son frère (voix et piano) sur la chanson Zoom de l'album Humanoid. (Zoom into me dans la version anglaise). Les jumeaux Bill Kaulitz et Tom Kaulitz sont coproducteurs de l’album Humanoid. Tom réapparaîtra fin août 2009 avec le groupe Tokio Hotel, à Cologne en Allemagne, où ils donneront un concert privé au cours duquel ils chanteront leur premier single de l’album (Automatisch en allemand et Automatic en anglais), qui ne sortira que courant septembre 2009.
L'album Humanoid est sorti début octobre 2009 dans le monde entier en deux versions (anglais et allemand). Leur tournée européenne Welcome to Humanoid City Tour a suivi, du 22 février 2010 au 14 avril 2010, et continua en Amérique Latine pour 5 dates. Elle se termina en Asie en 2010, passant notamment par le Japon.

### Style musical
Tom est le guitariste du groupe mais aussi le compositeur. Il fait également les chœurs principaux dans Wo sind eure Hände, chanson du 2e album du groupe Zimmer 483 et dédiée aux fans. Il est aussi l'auteur-compositeur de la chanson Schwarz (traduction : noir) du premier album du groupe Schrei. Cette chanson parle d'un monde qui bascule, « derrière nous tout est noir, devant les ténèbres ». L'aventure qu'il aurait eue avec une fan aurait inspiré la chanson Reden du deuxième album Zimmer 483. Ce sont les propos tenus par Tom lui-même. Mais Tom déteste les interviews et répond la plupart du temps en plaisantant sur tout ; il reste cependant sérieux quand il parle de sa passion, la musique et du groupe Tokio Hotel.
Tom Kaulitz à un piercing à la lèvre inférieure et  au labret décalé gauche. Il était avant reconnaissable grâce à ses Dreadlocks et à son style hip-hop (baggy et maillot XXL). Tom est très différent de son frère jumeau Bill, dont le look est plutôt sombre. Mais depuis la mi-2009, il arbore des tresses teintes en noir et des écarteurs aux oreilles. À partir de 2011, il commença à porter des vêtements plus ajustés de grandes marques (Zegna, Dsquared2, Gucci...) et se laissa pousser la barbe. De 2012 à mi-2013, il arbore à nouveau des tresses, mais de couleur noire. Maintenant, il les porte longs et lisses, le plus souvent attachés en chignon.
Tom a beau évoluer comme guitariste et compositeur dans un groupe de rock allemand, il a pourtant des goûts musicaux tout autres, orientés vers le rap et le hip-hop. Ses artistes préférés sont Samy Deluxe, rappeur allemand et Guano Apes. Ses goûts musicaux sont très différents de ceux de son frère. Il aime cependant des groupes de rock comme Coldplay, Foo Fighters et Oasis. Le groupe Aerosmith reste une référence pour lui. Plus récemment, il affirma écouter moins de musique rap et s'intéresser plutôt à des groupes comme Radiohead et Noel Gallagher.

### Image publique et publicités
En octobre 2010, Tom Kaulitz commence à s'intéresser à d'autres domaines en dehors de la musique. En effet, dès 2010, Bill Kaulitz et lui font la couverture de deux grands magazines : GQ et Vogue. Avec Bill, il s'engage et pose pour l'association PETA, à l'occasion d'une campagne visant à sensibiliser l'opinion contre l’utilisation et la maltraitance animaux dans les cirques. Étant pesco-végétarien et amoureux des animaux, Tom défend cette cause de PETA avec cœur. En 2012, il refait collaboration avec la PETA pour défendre la cause des animaux en Ukraine lors de l'EURO 2012. Il devient également mannequin de chaussures de sport : il signe un contrat avec Reebok Freestyle pour poser pour des campagnes de publicité.
Pour des évènements caritatifs, Tom et le groupe reprennent Instant Karma de John Lennon, en 2007 pour l'éducation des Africains, donnent des fonds pour les enfants malades du cœur ( Ein Herz für Kinder ), et prennent part à la lutte contre le sida avec l'organisation Designers Against Aids en 2008 et en 2009. En 2010, le groupe aide les enfants du Chili à obtenir une salle de musique dans une de leurs écoles pauvres. Ils contribuent également à l'aide pour les Japonais après le tsunami et les tremblements de Terre du 11 mars 2011. Tom et son frère se firent également photographier pour le célèbre magazine japonais WWD et il se présenta à diverses soirées au château Nivea. De plus, en mai 2012, Tom et son groupe soutiennent Amnesty International une deuxième fois, cette fois contre le commerce d'armes.
Ces dernières années, Tom utilise fréquemment son blog personnel disponible sur le site officiel du groupe, ainsi que l'application pour Iphone et Smartphone que Bill et lui ont lancé pour diffuser de nombreux messages et vidéos dans le but d'informer et de sensibiliser les fans au sujet de grandes causes humanitaires : il a par exemple évoqué le barrage de Monte Belo, posté la bande annonce du film Blood Brother ainsi que la vidéo mise en ligne par l'ONG Invisible Children intitulée Kony 2012.

### Philanthropie
Le 11 août 2018, Tom Kaulitz est présent à la soirée Gala de l'UNICEF à Porto Cervo, en Sardaigne aux côtés de son épouse, Heidi Klum,. Le 24 février 2019, ils sont présents à la soirée de charité de l'association d'Elton John qui lutte contre le sida pendant les Oscars 2019 à Los Angeles,, avant d'être vus au gala de l'AmfAR au profit d'une soirée qui reverse des dons contre le sida à Paris,.

## Vie privée
Entre 2007 et 2008, il fréquente le mannequin, designeuse et chanteuse allemande Ann-Kathrin Brömmel .
Fin 2010, il s'installe à West Hollywood à Los Angeles en Californie avec son frère jumeau Bill pour plus de tranquillité.
La même année, il commence à fréquenter le mannequin et gagnante du concours de Miss Philippines Allemagne 2004, Ria Sommerfeld, de sept ans son aînée. Le couple se rencontre pour la première fois grâce à un garde du corps de Tom qui la connaît très bien, dans un club à Hambourg. Ils se séparent brièvement en 2010 mais se remettent ensemble en 2011. Ils se séparent définitivement en avril 2016 après 6 ans de relation amoureuse,.
Le 25 mars 2018, Tom est aperçu à Los Angeles sur le tournage de l'émission America's Got Talent, en compagnie de Heidi Klum. Leur relation est rendue officielle au gala de l'amfAR à Cannes, le 17 mai 2018,,. Le 3 août 2019, le couple se marie sur l'île de Capri, en Italie,.

## DVD et albums live
- 2005 : Leb' die Sekunde - Behind the scenes
- 2006 : Schrei live
- 2007 : Zimmer 483 - Live in Europe (DVD + Album live)
- 2008 : Tokio Hotel TV - Caught in camera
- 2009 : Humanoid City Live (DVD + Album live)

## Animation
- 2013 : Deutschland sucht den SuperStar (10e saison) : Juge[28]

## Filmographie

### Téléfilm
- 1994 : Verrückt nach dir : de Konrad Sabrautzky : Petit garçon[29]

## Film documentaire et série
- 2018 : Hinter Die Welt : de Oliver Schwabe
- 2024 - 2025 : Kaulitz & Kaulitz : Netflix